# Brandon Jennings
Brandon Byron Jennings (ur. 23 września 1989 w Compton) – amerykański zawodowy koszykarz występujący na pozycji rozgrywającego.

## Początki kariery
Brandon Jennings już na początku swej koszykarskiej przygody udowodnił, że posiada talent na miarę gry w NBA. Pokazały to jego wyniki w ostatniej klasie szkoły średniej w Oak Hill Academy, gdy na parkiecie średnio na mecz zdobywał 35,5 punktów, zaliczał 7,5 asyst, 5 zbiórek i 4 przechwyty. Dzięki temu osiągnięciu został nagrodzony wieloma wyróżnieniami. Po ukończeniu tej szkoły zdecydował się kontynuować swoją koszykarską karierę w Europie - we włoskim zespole Lottomatica Roma. Tym samym zrezygnował on z gry na University of Arizona w zespole Wildcats. Ta decyzja wzbudziła burzę dyskusji dotyczących udziału zawodników w drafcie NBA, którzy nie grali w koszykarskich drużynach w college'ach (obecny regulamin pochodzi z 2005 i dopuszcza takich zawodników do gry w NBA, jeżeli mają 19 lat). Po roku gry we Włoszech Jennings zgłosił się w 2009 do draftu.

## NBA
Został wybrany przez klub Milwaukee Bucks. Dzięki temu został pierwszym zawodnikiem w historii NBA, który po ukończeniu szkoły średniej zrezygnował z gry w college'u, postanawiając rozwijać swoją karierę w Europie, by na koniec, po roku, zgłosić się do draftu. Jego debiut w lidze przypadł na dzień 30 października 2009 przeciwko Philadelphia 76ers. Jennings w ciągu rozegranych 34 minut zdobył 17 punktów (w tym dwa udane rzuty za trzy punkty), 9 zbiórek i 9 asyst. 
Zdobywając jako debiutant 55 punktów w meczu z Golden State Warriors, 14 listopada 2009, ustanowił rekord strzelecki swojej kariery. 29 punktów z tych 55 punktów Jennings zdobył w jednej (3) kwarcie. Zdobywając 55 punktów w spotkaniu został najmłodszym w historii NBA (20 lat, 52 dni) zawodnikiem, który uzyskał co najmniej 50 punktów w jednym meczu.
16 lutego 2016 został oddany w wymianie przez Detroit Pistons do Orlando Magic.
8 lipca 2016 jako wolny agent podpisał kontrakt z New York Knicks. 27 lutego 2017 został zwolniony przez klub. 1 marca zawarł umowę do końca sezonu z Washington Wizards.
28 lipca 2017 został zawodnikiem chińskiego Shanxi Brave Dragons. 11 marca 2018 podpisał 10-dniową umowę z Milwaukee Bucks, następnie 21 marca kolejną. 1 kwietnia zawarł wieloletnią umowę z klubem. 1 sierpnia został zwolniony przez zespół z Wisconsin.
20 sierpnia 2018 dołączył do rosyjskiego Zenitu Petersburg.

## Osiągnięcia
Na podstawie, o ile nie zaznaczono inaczej.
Szkoła średnia
- MVP meczu gwiazd Jordan Classic (2008)
- Zawodnik roku:
  - Naismith Prep (2008)
  - Mr. Basketball USA (2008)
  - Parade (2008)
  - Gatorade stanu Wirginia (2008)
- Zaliczony do:
  - I składu:
    - Parade All-American (2008)
    - USA TODAY's All-USA (2008)

  - III składu Parade All-American (2007)
- Uczestnik meczu gwiazd:
  - Jordan Classic (2008)
  - McDonalds All-American (2008)

NBA
- Zaliczony do I składu debiutantów NBA (2010)[16]
- Uczestnik:
  - Rising Stars Challenge (2010, 2011)
  - Skills Challenge (2010)
- Zawodnik tygodnia (16.11.2009, 5.11.2012, 14.01.2013)
- Debiutant miesiąca NBA (listopad, grudzień 2009, styczeń, marzec 2010)

## Statystyki w NBA
Na podstawie Basketball-Reference.com (ang.)

### Sezon regularny
| Sezon   | Drużyna    | M   | S5  | MPG  | FG%   | 3P%   | FT%   | RPG | APG | SPG | BPG | PPG  |
| ------- | ---------- | --- | --- | ---- | ----- | ----- | ----- | --- | --- | --- | --- | ---- |
| 2009/10 | Milwaukee  | 82  | 82  | 32,6 | 37,1% | 37,4% | 81,7% | 3,4 | 5,7 | 1,3 | 0,2 | 15,5 |
| 2010/11 | Milwaukee  | 63  | 61  | 34,4 | 39,0% | 32,3% | 80,9% | 3,7 | 4,8 | 1,5 | 0,3 | 16,2 |
| 2011/12 | Milwaukee  | 66  | 66  | 35,3 | 41,8% | 33,2% | 80,8% | 3,4 | 5,5 | 1,6 | 0,3 | 19,1 |
| 2012/13 | Milwaukee  | 80  | 80  | 36,2 | 39,9% | 37,5% | 81,9% | 3,1 | 6,5 | 1,6 | 0,1 | 17,5 |
| 2013/14 | Detroit    | 80  | 79  | 34,1 | 37,3% | 33,7% | 75,1% | 3,1 | 7,6 | 1,3 | 0,1 | 15,5 |
| 2014/15 | Detroit    | 41  | 41  | 28,6 | 40,1% | 36,0% | 83,9% | 2,5 | 6,6 | 1,1 | 0,1 | 15,4 |
| 2015/16 | Detroit    | 23  | 1   | 18,1 | 37,1% | 31,2% | 71,1% | 2,0 | 3,0 | 0,5 | 0,1 | 6,8  |
| 2015/16 | Orlando    | 25  | 6   | 18,1 | 36,6% | 34,6% | 75,0% | 2,0 | 4,0 | 0,7 | 0,2 | 7,0  |
| 2016/17 | New York   | 58  | 11  | 24,6 | 38,0% | 34,0% | 75,6% | 2,6 | 4,9 | 0,9 | 0,1 | 8,6  |
| 2016/17 | Washington | 23  | 2   | 16,3 | 27,4% | 21,2% | 70,6% | 1,9 | 4,7 | 0,7 | 0,0 | 3,5  |
| 2017/18 | Milwaukee  | 14  | 0   | 14,6 | 37,5% | 27,3% | 100%  | 2,2 | 3,1 | 0,4 | 0,3 | 5,2  |
| Razem   |            | 555 | 429 | 30,3 | 38,7% | 34,5% | 79,6% | 3,0 | 5,7 | 1,2 | 0,2 | 14,1 |

### Play-offy
| Sezon | Drużyna    | M  | S5 | MPG  | FG%   | 3P%   | FT%   | RPG | APG | SPG | BPG | PPG  |
| ----- | ---------- | -- | -- | ---- | ----- | ----- | ----- | --- | --- | --- | --- | ---- |
| 2010  | Milwaukee  | 7  | 7  | 35,6 | 40,8% | 29,3% | 80,8% | 3,0 | 3,6 | 1,1 | 0,6 | 18,7 |
| 2013  | Milwaukee  | 4  | 4  | 33,3 | 29,8% | 21,4% | 72,2% | 2,3 | 4,0 | 2,3 | 0,3 | 13,3 |
| 2017  | Washington | 13 | 0  | 13,7 | 38,9% | 15,4% | 87,5% | 1,5 | 1,8 | 0,2 | 0,0 | 2,8  |
| 2018  | Milwaukee  | 1  | 0  | 5,0  | 0,0%  | 0,0%  | 100%  | 0,0 | 0,0 | 0,0 | 0,0 | 2,0  |
| Razem |            | 25 | 11 | 22,6 | 37,2% | 23,8% | 79,6% | 2,0 | 2,6 | 0,8 | 0,2 | 8,9  |